# 陳遇文
陳遇文（1543年—？），字鳴周，山西平陽府解州安邑縣人，民籍，明朝政治人物。

## 生平
萬曆元年（1573年）癸酉科山西鄉試第四名，萬曆五年（1577年）丁丑科會試第二百五十八名，登三甲第一百九十二名進士。授陕西镇原县知县。

## 家族
曾祖陳通；祖父陳玄；父陳萬壽，曾任壽官。母侯氏。具慶下。